# Trường Đại học Kỹ thuật Y tế Hải Dương
Trường Đại học Kỹ thuật Y tế Hải Dương được thành lập ngày 12/7/2007, trụ sở của trường tọa lạc tại thành phố Hải Dương, tỉnh Hải Dương. Trường hoạt động theo cơ chế đại học công lập. Trực thuộc Bộ Y tế Việt Nam.
Với gần 15 chuyên ngành đào tạo như: Bác sĩ đa khoa, Kĩ thuật hình ảnh y học, Kĩ thuật xét nghiệm đa khoa, Điều dưỡng đa khoa, Phục hồi chức năng, Điều dưỡng sản phụ khoa, Nữ hộ sinh...Trường là cơ sở đào tạo kỹ thuật viên y tế có trình độ đại học duy nhất ở miền Bắc, góp phần đáp ứng nhu cầu về nhân lực cho các tỉnh, thành phố miền bắc cũng như cả nước.

## Lịch sử
1. Từ 1960 - 1977:
Trường Y sỹ Hải Dương (Quyết định số 18/TCCB ngày 5/9/1960 của Ủy ban Hành chính tỉnh Hải Dương), Trường Cán bộ Y tế Hải Hưng, Trường Trung học Y tế Hải Hưng: đào tạo y sỹ, dược sỹ, y tá, nữ hộ sinh trung học
2. Từ 1978 - 2001:
Trường Trung học Kỹ thuật Y tế 1- Bộ Y tế, đào tạo KTV Xét nghiệm, Xquang, Vật lý trị liệu/ Phục hồi chức năng, Gây mê hồi sức, Y sỹ Nha, Điều dưỡng đa khoa, hộ sinh trung cấp
3. Tháng 4/2001:
Nâng cấp thành Trường Cao đẳng Kỹ thuật Y tế 1 - Bộ Y tế (Quyết định số 1952 /QĐ-BGD&ĐT ngày 24/4/2001), đào tạo Điều dưỡng và Kỹ thuật y học 7 chuyên ngành Cao đẳng (KTV Xét nghiệm, Kỹ thuật hình ảnh, Vật lý trị liệu/ Phục hồi chức năng, Điều dưỡng Đa khoa, Điều dưỡng Nha khoa, Điều dưỡng Gây mê hồi sức, Hộ sinh) và 08 chuyên ngành hệ Trung cấp
-Từ 2006: Đào tạo thêm 03 chuyên ngành Cao đẳng: Dinh dưỡng - Tiết chế, Kiểm nghiệm ATVSTP và Y học Dự phòng
4. Từ tháng 7/2007:
- Nâng cấp thành Trường Đại học kỹ thuật Y tế Hải Dương (Quyết định 868/QĐ-TTg ngày 12/7/2007)
-Từ năm học 2008 - 2009: Đào tạo trình độ Đại học các chuyên ngành: Điều dưỡng, Xét nghiệm, Kỹ thuật hình ảnh và VLTL

### Hệ đại học
- Bác sĩ đa khoa
- Xét nghiệm Y học
- Kỹ thuật hình ảnh y học
- Phục hồi chức năng
- Điều dưỡng
  - Điều dưỡng đa khoa
  - Điều dưỡng nha khoa
  - Điều dưỡng Gây mê - Hồi sức
  - Điều dưỡng Sản phụ khoa

Sau đại học:
- Chuyên khoa I: Phục hồi chức năng.
- Chuyên khoa I: Điều dưỡng

## Thành tích
- Huân chương Độc lập hạng II, III
- Huân chương Lao động hạng I, II, III
- Huân chương Tự do hạng I của Nước CHDCND Lào
- 01 cờ thi đua của Chính phủ

Ngoài ra còn có nhiều cờ thi đua của Bộ Y tế, Bộ Giáo dục và Đào tạo, Ủy ban Nhân dân tỉnh Hải Dương trao tặng.